# Heinrich Maier
Heinrich Maier (Heidenheim, 5 de febrer de 1867 - Berlín, 28 de novembre de 1933) va ser un filòsof, psicòleg i professor universitari alemany.
Format a la Universitat de Tübingen, on es va doctorar amb l'obra Die logische Theorie des deduktiven Schlusses el 1892, el 1901 es va traslladar a Zúric per a exercir com a professor. El 1902 retorna a Tübingen com a catedràtic i es casa amb Anna Sigwart, filla del seu antic mentor. També fou professor a Göttingen, Heidelberg i Berlín.
El punt de partida de la seva filosofia és l'aplicació de la lògica a camps del pensament no directament relacionats amb el coneixement, com són les emocions i la voluntat. Construí un sistema dualista que exposà en les seves obres filosòfiques.

## Publicacions
- Die logische Theorie des deduktiven Schlusses (1892)[3]
- Die Syllogistik des Aristoteles (3 vols. 1896-1900)[2]
- Psychologie des emotionalen Denkens (1908)[1]
- An den Grenzen der Philosophie (1909)[1]
- Sokrates (1913)[2]
- An der Grenze der Philosophie: Melanchthon, Lavater, Strauss (1913)[2]
- Philosophie der Wirklichkeit (1926-1935)[1]